# NGC 4424
NGC 4424 هي مجرة تبعد 30 مليون سنة ضوئية تقع في كوكبة العذراء.

## وصلات خارجية
- NGC 4424 على موقع ويكي سكاي: DSS2, SDSS, GALEX, IRAS, Hydrogen α, X-Ray, Astrophoto, Sky Map, Articles and images